# San Dionisio del Mar
San Dionisio del Mar è un comune del Messico, situato nello stato di Oaxaca.